# Tenaille

Schema der gebräuchlichen Befestigungswerke des bastionären Befestigungssystems (lediglich eine schematische Graphik, die versucht, möglich viele Bauformen darzustellen). Die Bezeichnungen und die dazugehörigen Nummern aller hier im Text erwähnten Werke können über die Anmerkungen aufgefunden werden.

Als Tenaille (von frz. tenaille: Zange, militär. auch Zangenbewegung, Umfassung) oder Zangenwerk bezeichnet man im Festungsbau der frühen Neuzeit alle Formen des Festungsumrisses, die nur aus ein- und ausspringenden Winkeln ohne Flanken bestehen (wie sie etwa eine Bastion besitzt). Die Flanken werden bei solchen Werken dadurch entbehrlich, dass von den Wällen des ausspringenden Winkels der Raum vor der gegenüberliegenden ausspringenden Linie vollständig bestrichen werden kann, also in die Zange genommen werden kann.
Der Begriff Tenaille zerfällt im Festungsbau in drei unterschiedliche Kategorien, die im Sprachgebrauch nicht immer eindeutig voneinander getrennt werden, so dass sich ihre genaue Bedeutung erst aus dem Zusammenhang ergibt. 
Das Wort Tenaille kann bezeichnen
1. ein im Graben unmittelbar vor der eigentlichen Festung liegendes Werk, das vornehmlich eine die dahinterliegende Anlage deckende Aufgabe besitzt, wie die Grabenschere[2] oder Tenaille vor der Kurtine oder die Tenaille oder Kontergarde[3] (frz. contre garde) vor dem Ravelin. Diese schmalen Werke zum Schutz eines kleinen Ravelins gegen einen direkten Angriff werden nicht selten auch Tenaillons (Einzahl: Tenaillon) oder „kleine Scheren“ genannt.[4]  Sowohl die Grabenschere als auch das Tenaillon finden sich seit Vauban (als Ende des 17. Jahrhunderts) regelmäßig in Befestigungsanlagen des bastionären Befestigungssystems. Da diese vielen kleinen Werke, „die viel kosten und wenig leisten“[5], meist nur eine kleine Besatzung aufnehmen konnten, war ihre Widerstandskraft gering, weshalb sie während des 18. Jahrhunderts ein wesentlicher Ausgangspunkt für die Kritik gegen das bastionäre Befestigungssystem insgesamt waren.[6]
2. ein getrennt vor dem Hauptgraben stehendes Außenwerk, das als „vorgeschobenes Werk“ oder als „äußeres Werk“[7] die Kräfte des Belagerers möglichst weit vor der eigentlichen Umwallung aufzehren sollte, ohne dabei schon der eigentlichen Festung zu schaden. Ein solches Werk konnte auch als Brückenkopf dienen, um eine Brücke über einen Fluss zu schützen, oder dazu, einen etwas vor der Festung liegenden Höhenrücken mit in die Befestigungslinie einzubeziehen. Hier unterschied man zwischen einer „einfachen Tenaille“ oder „Schwalbenschwanz“[8] (frz. queue d’hirondelle) und der „doppelten Tenaille“ oder „Pfaffenhut“ bzw. „Pfaffenmütze“[9] (frz. bonnet à prêtre). Entsprechende Werke vor deren einspringenden Winkel sich ein Ravelin befindet, bezeichnet man als eine „verstärkte einfache–“ oder „verstärkte doppelte Tenaille“.[10] Die beiden Werke entsprechen einem Hornwerk[11] bzw. einem Kronwerk[12] mit einer bastionären Befestigungsfront. Solche äußeren Werke, die im französischen Festungsbau des 18. Jahrhunderts sehr gebräuchlich waren, wurden im 19. Jahrhundert weitgehend durch detachierte Forts abgelöst.
3. ein der Befestigungssystem, das im 18. Jahrhundert entstand und sich im Wesentlichen aus Befestigungswerken zusammensetzt, deren Grundriss sich nur aus ein- und ausspringenden Winkeln zusammensetzte (→Tenaillensystem).